# Nyctophilus microtis
Nyctophilus microtis es una especie de murciélago de la familia Vespertilionidae.

## Distribución geográfica
Se encuentra en las islas de salawat, Nueva Guinea y Nueva Irlanda. Sólo hay un registro en la isla de indonesia de Nueva Guinea y la isla de salawat.